# Kvarteret Eurydice

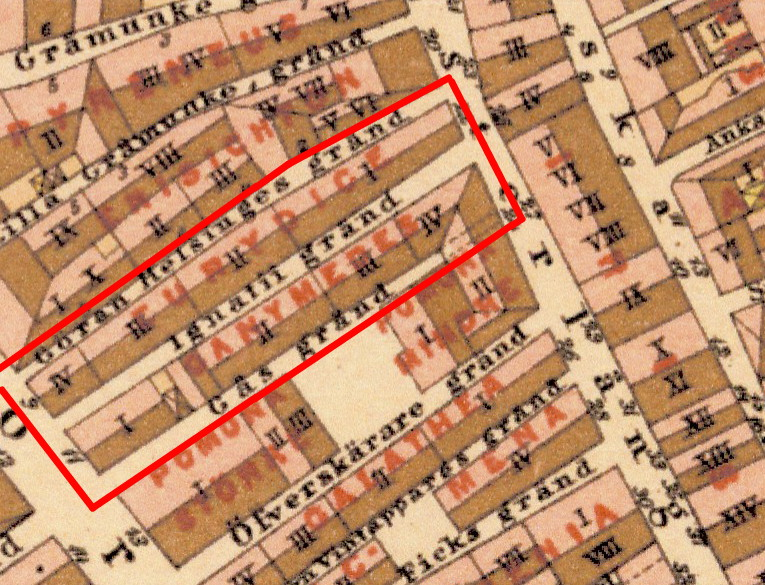
Kvarteren Ganymedes och Eurydice på Alfred Rudolf Lundgrens karta, 1885.

Kvarteret Eurydice är ett långsmalt  kvarter i Gamla stan, Stockholm. Kvarteren omges av Göran Hälsinges gränd i norr, Västerlånggatan i öster, Ignatiigränd i söder och Stora Nygatan i väster. Kvarteret består av fyra fastigheter där Eurydice 1 är identiskt med Västerlånggatan 22 och Eurydice 4 med Stora Nygatan 9. Kvarteret Eurydice är med 3,3 meter (mot Stora Nygatan) förmodligen det smalaste i Gamla stan. I Eurydice 1 hade på 1600-talet boktryckaren Ignatius Meurer sin bostad och sitt tryckeri.

## Namnet
Nästan samtliga kvartersnamn i Gamla stan tillkom under 1600-talets senare del och är uppkallade efter begrepp (främst gudar) ur den grekiska och romerska mytologin. Eurydice är den latinska formen av Eurydike. I den grekiska mytologin förekommer flera olika väsen med detta namn, den mest kända var en nymf och maka till Orfeus. I Gamla stan finns även ett kvarter Orpheus som ligger vid Österlånggatans norra del.

## Kvarteret
| Eurydice 1 (Västerlånggatan 22) år 1889 och enligt Ullrich & Hallquisths fasadritning från 1906. |  | Eurydice 1 (Västerlånggatan 22) år 1889 och enligt Ullrich & Hallquisths fasadritning från 1906. |
| Eurydice 1 (Västerlånggatan 22) år 1889 och enligt Ullrich & Hallquisths fasadritning från 1906. |  |                                                                                                  |

Kvarteret ligger i Gamla stans historiska, nordvästra stadsområde, där smala gränder (så kallade vattugränder) och smala kvarter sträcker sig västerut från Västerlånggatan mot Mälarens strandlinje som på medeltiden låg betydligt högre upp. 
Kvarteret Eurydice är förmodligen det smalaste i Gamla stan och har mot Stora Nygatan en bredd av enbart 3,3 meter. Ändå finns plats för två portar, dels entrén till fastigheten Eurydice 4, dels entrén till den lilla butiken i bottenvåningen. Fasaden bevarar i stort sett utseendet från en ombyggnad 1733.
Huset Eurydice 1 (Västerlånggatan 22) ägdes på 1600-talet av den från Tyskland inflyttade boktryckaren Ignatius Meurer. Genom att gifta sig år 1613 med boktryckaren Anund Olofsson Helsings änka Christina Klinck blev han ägare till tryckeriet och fastigheten. Ignatiigränd är uppkallad efter honom.
Huset härrör från 1600-talet och fick sin nuvarande gestaltning år 1906 av arkitektfirman Ullrich & Hallquisth. Fasaden är ett exempel på den tidiga Wiensecessionens stil, vars främsta inspiratör var arkitekten Joseph Maria Olbrich. Byggherre var Storkyrkoförsamlingens kyrkoråd som först hade tänkt sig ett affärshus, men sedan upplät lokalerna för restaurang- och hotellverksamhet. Sedan 1974 har Hotel Lord Nelson sin verksamhet här.

## Nutida bilder

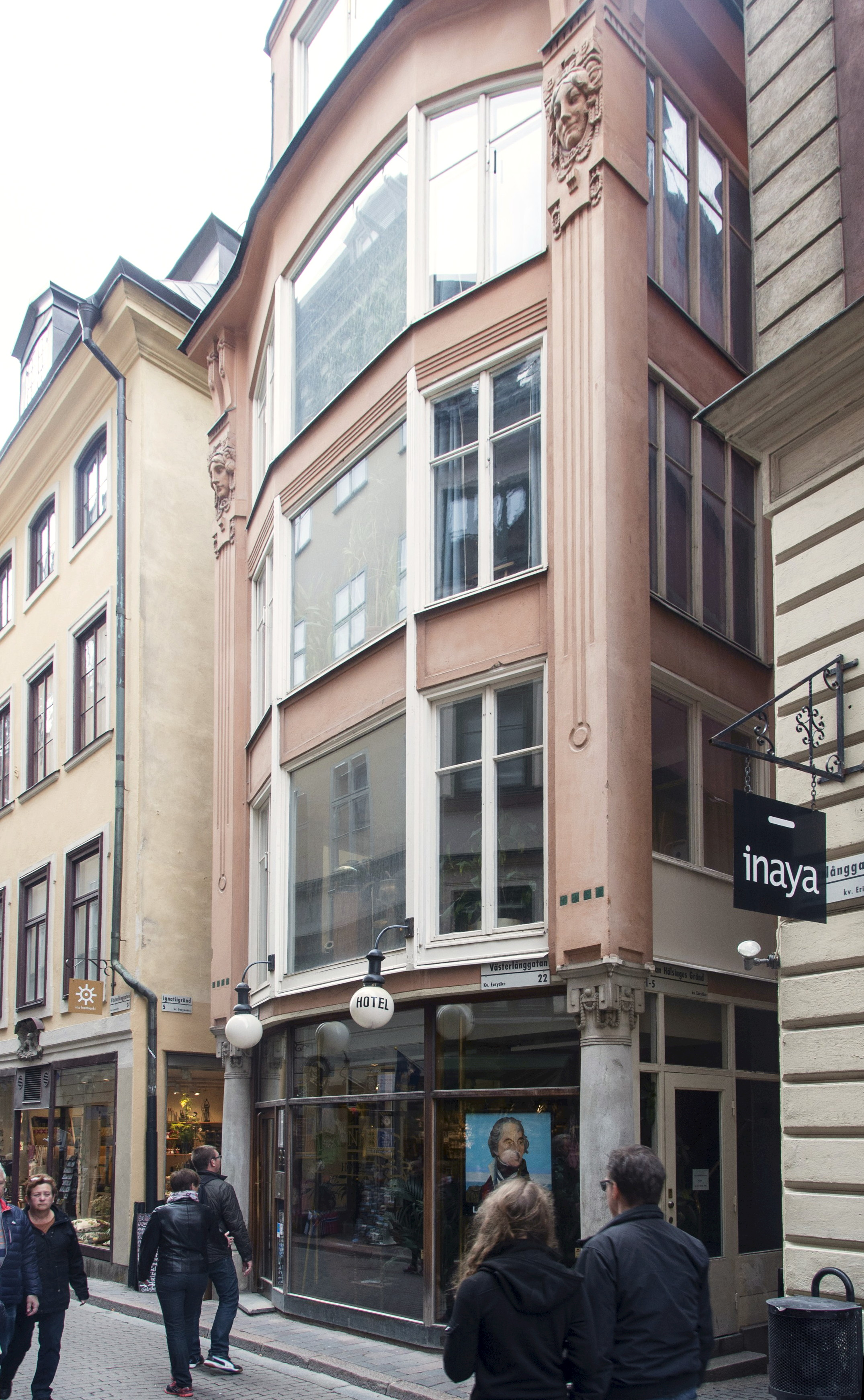
"Eurydice 1", Västerlånggatan 22
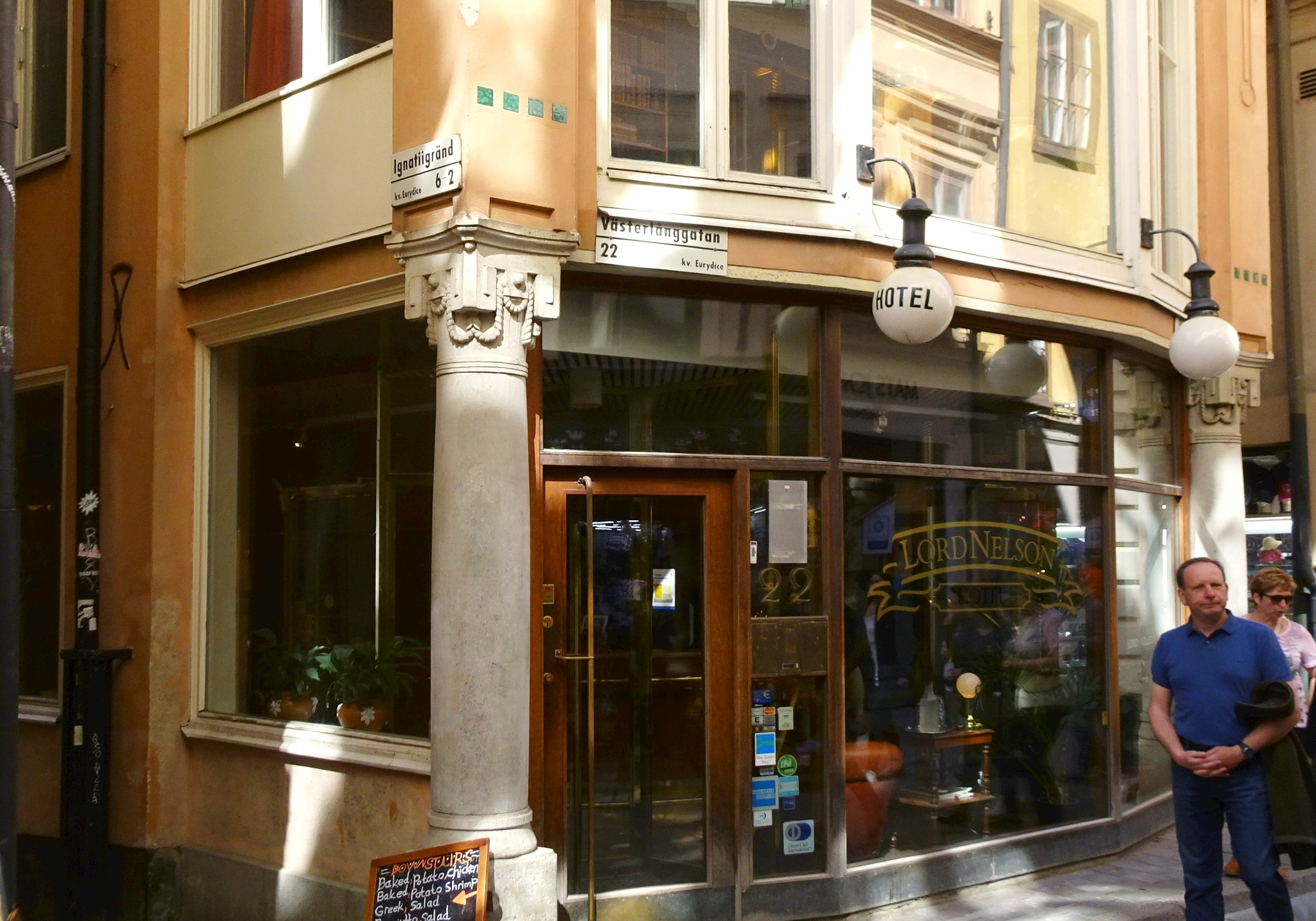
"Eurydice 1", Västerlånggatan 22
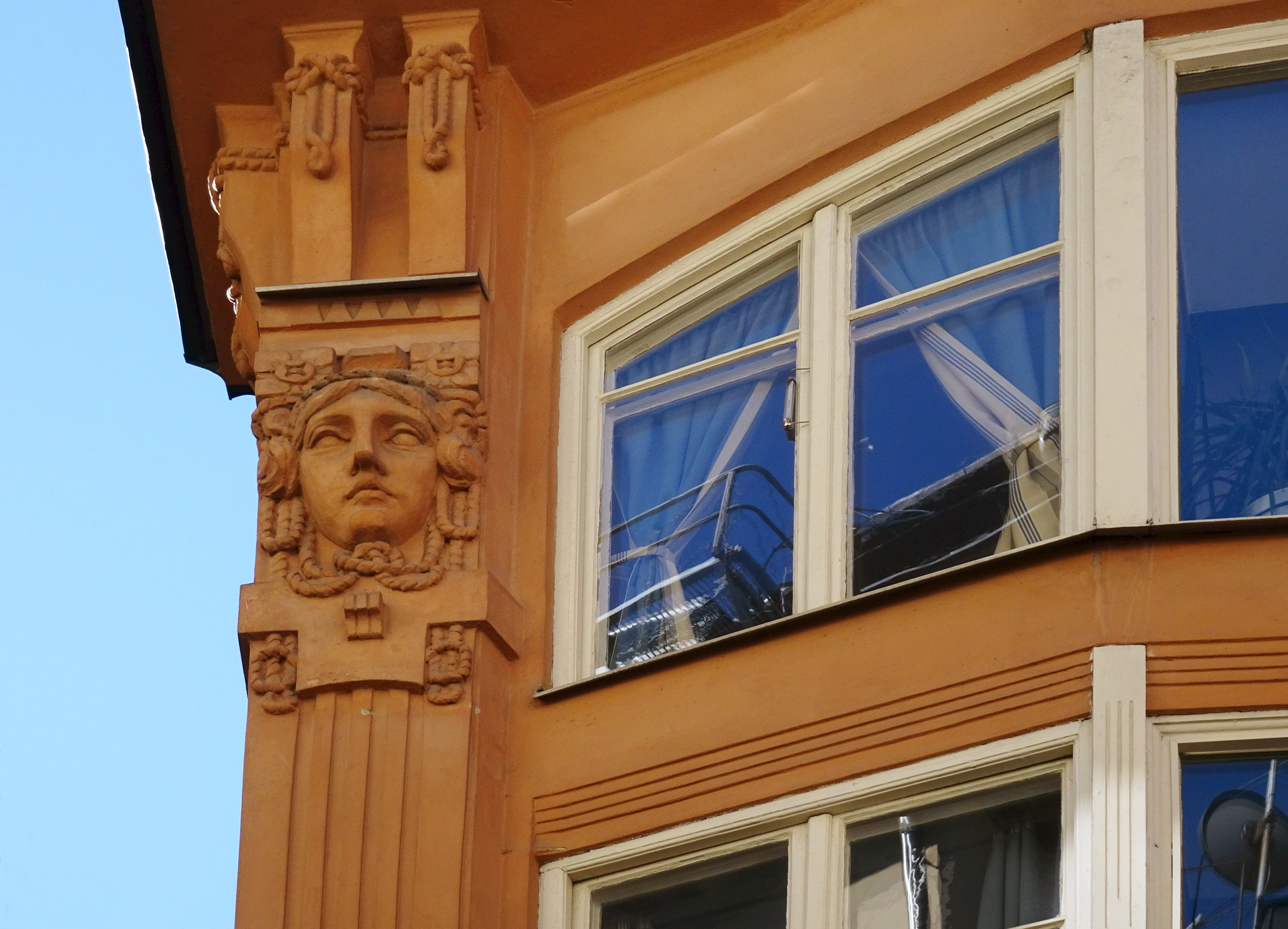
"Eurydice 1", Västerlånggatan 22, detalj
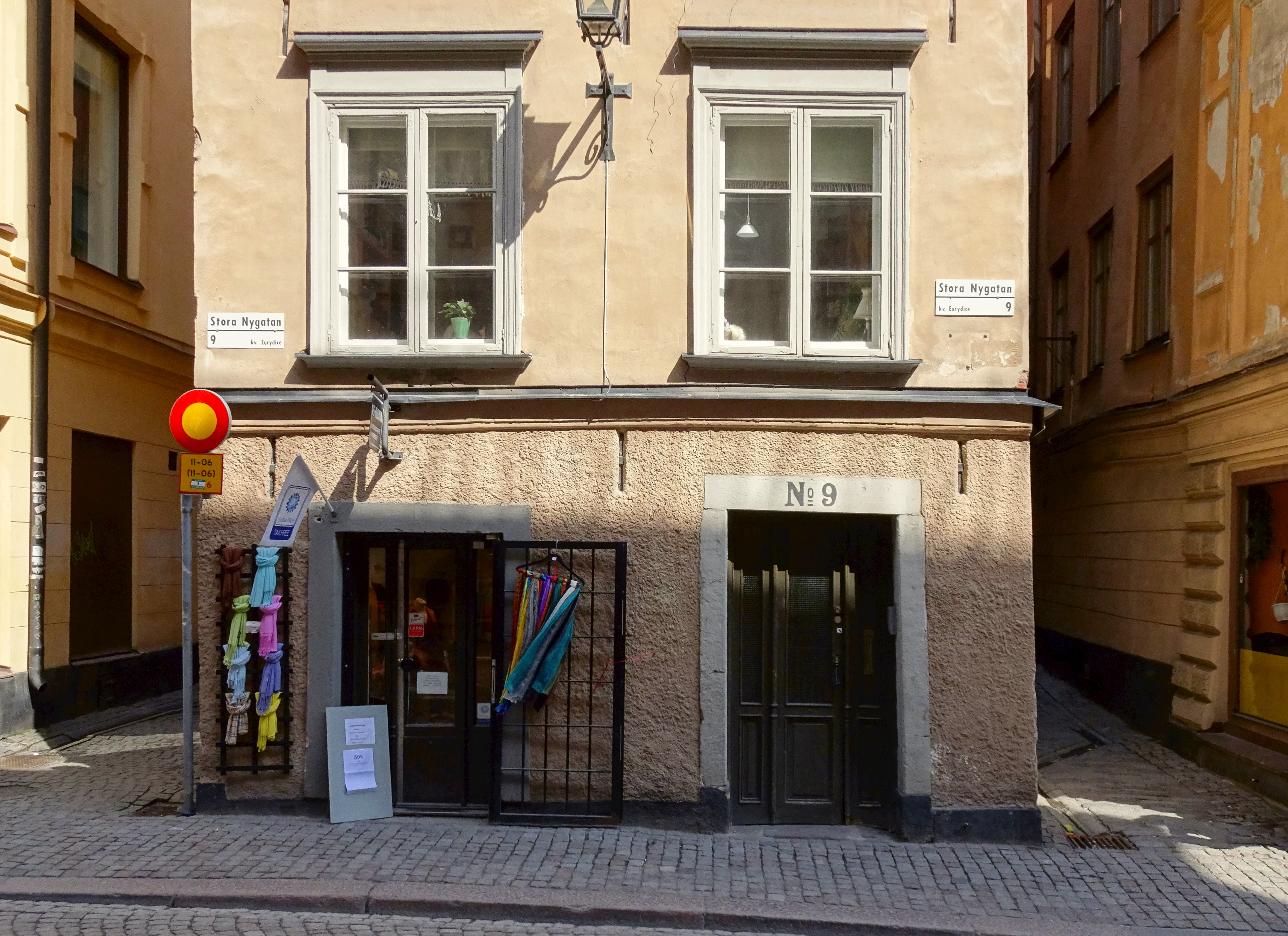
"Eurydice 4", Stora Nygatan 9
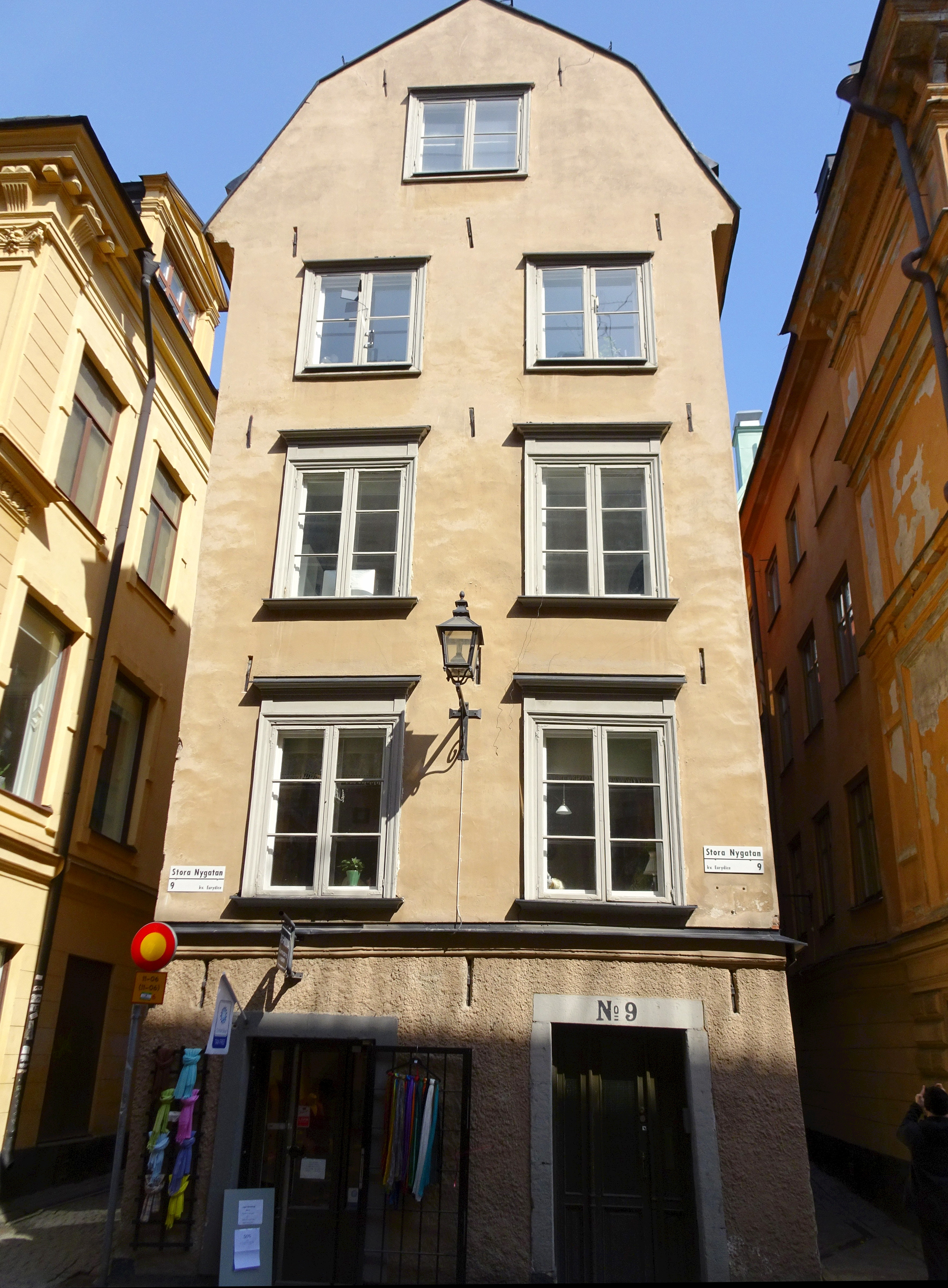
"Eurydice 4", Stora Nygatan 9